# Golfpark Almkreek
Golfpark Almkreek is een golfbaan in Almkerk, Land van Heusden en Altena in de provincie Noord-Brabant.

## De golfbaan
De baan ligt in een polderlandschap, omringd door weilanden. Er zijn moeilijke waterpartijen op de baan aangelegd. Er zijn een eendenkooi en een paddenpoel.
Voorheen had de baan een par van 68, daar kwam in 2007 verandering in. Door verlenging van een aantal holes en een paar aanpassingen is de baan een par 72 baan geworden. In november 2007 werd de A-status verleend door de Nederlandse Golf Federatie.
In 2018 ging het eigendom van het park over van de familie Verschoor naar de Hollandsche Golfbaan Exploitatie Maatschappij (HGE) van Hans Schaap.